# Clémence de Pibrac
Clémence Justine Procureur, dite Clémence de Pibrac, née le 2 avril 1869 à Sainte-Menehould et morte le 27 juin 1938 à Cormontreuil, est une artiste de music-hall et demi-mondaine de la Belle Époque.

## Biographie
Clémence Procureur est la fille d’Alphonse Procureur, cordonnier à Sainte-Ménehould et de Justine Philippe, lingère.
Elle « monte » à Paris et apparaît aux côtés des artistes, des reines de beauté et des demi-mondaines, où la particule est de rigueur : Liane de Pougy, Émilienne d'Alençon, Liane de Lancy… et figure dans le premier fascicule illustré dans la série intitulée Les Reines de Paris chez elles publiée en 1898.
Sportive et émancipée, elle monte à cheval,, patine sur la glace, tire au pistolet ou à la carabine.
Elle est la maitresse d'Alexandre de Bary, négociant en vin de Champagne, qui l'entretient.
Selon Eugène Dupont, elle fait avec le journaliste, Charles Desteuque, la promotion de la marque de champagne Cordon Rouge de chez Mumm.
En 1897, elle a aussi une relation avec le baryton, Lucien Noël, qui chante le rôle de Pipo dans La Mascotte à La Gaîté. Elle part pour Nice en compagnie d'Alexandre de Bary. Lucien Noël flirte avec Émilienne d'Alençon. Clémence, mise au courant, revient à Paris débarque à la Gaîté, enlève l'infidèle en voiture, l'entraîne dans son hôtel, rue Creveaux où Lucien Noel se tire un coup de revolver en pleine poitrine, sans conséquence,.
Fin 1897, elle est engagée au Casino de Paris pour tenir le rôle d'Asmodée dans Don Juan aux enfers, ballet de Marie Léopold Lacour.
En 1899, elle joue dans La Fontaine des fées au théâtre Marigny, musique de Salvayre, sur un livret de Jean Bernac,.

À la mort d'Alexandre de Bary, en 1899, elle hérite de 2 millions de francs. Elle achète plusieurs hôtels à Paris et à Reims, rue Ponsardin, un château à Cormontreuil. Elle habite un élégant appartement dont elle est propriétaire rue Guillaume-Tell et  possède aussi une écurie de courses avec au moins dix pur-sang,, entrainés par Lucien Robert.

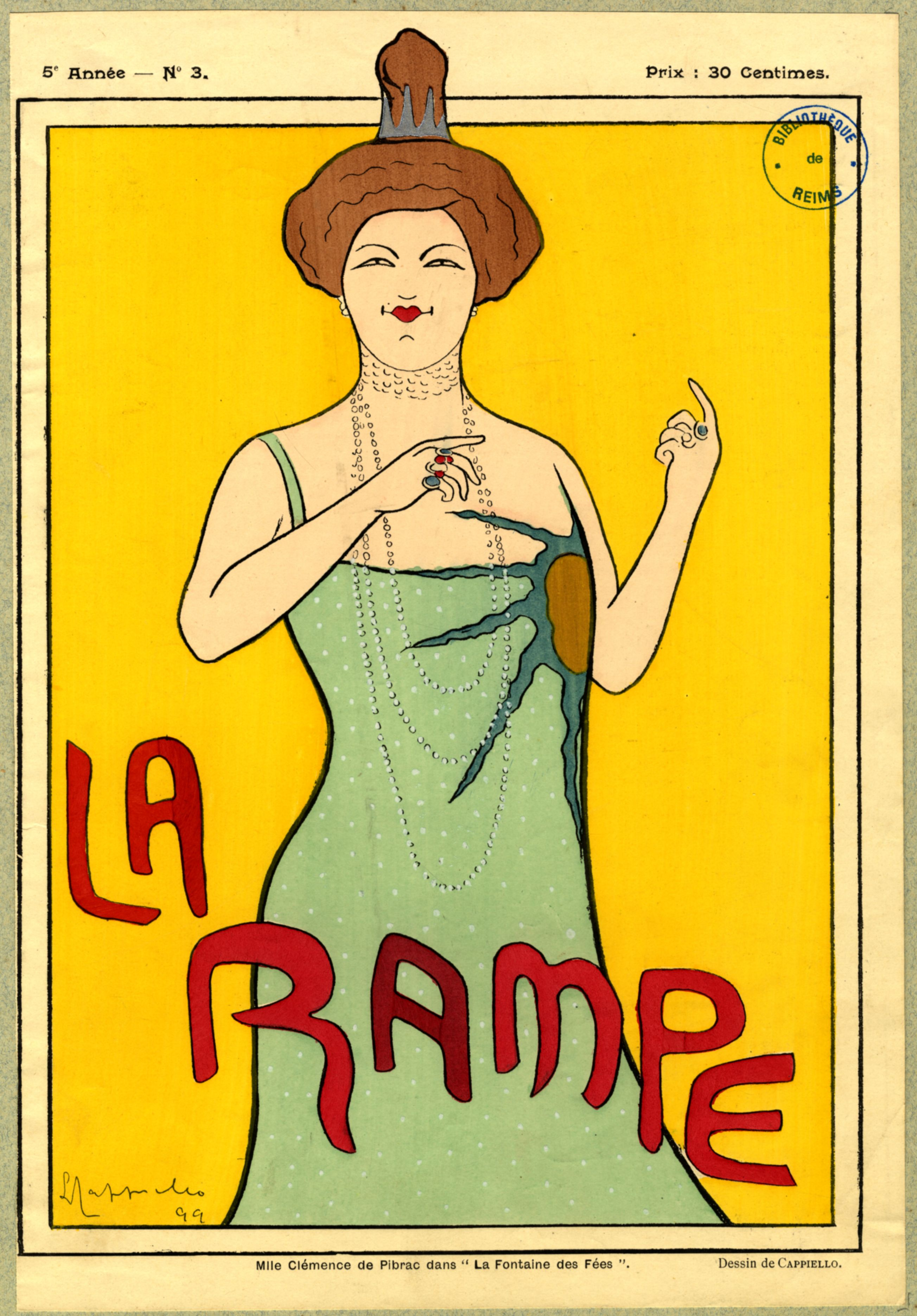
Leonetto Cappiello, La Rampe : Mlle Clémence de Pibrac dans "La Fontaine des Fées".
A. Barrère, La Revue des Folies-Bergère, 1902.

En 1900, Harry Fragson lui dédie la romance Tendresses d'amants et Amours Fragiles.
En 1902, elle joue le rôle de La Païva dans la Revue des Folies Bergère, de Victor de Cottens et des frères Isola avec Marguerite Deval, La Belle Otéro, Myriel, Anne Dencray, Fragson, Reschal, Louis Maurel, Paul Fugère,. Le tableau La Païva au bain affole les amateurs.
En 1904, un ami lui fait acheter rue Bachaumont, dans le quartier du Mail, un terrain  sur lequel elle fait bâtir quatre immeubles de rapport. Pour les construire, elle emprunte à une banque Suisse.
Elle possède un collier de perles de 300 000 francs et d'autres bijoux et jouit d'une rente viagère annuelle de 12 000 francs.
En 1907, elle intente et gagne un procès contre le Moulin-Rouge qui dans une revue de Lucien Boyer fait dire à un acteur qu'elle préfère comme fruits, « la banane et la groseille à maquereau »,,.
Pendant la Première Guerre mondiale, le château de Cormontreuil est bombardé ; l'écurie de courses, réquisitionnée, un moratoire arrête le payement des loyers, ses bijoux sont engagés ou vendus ; la banque suisse réclame le payement de ses intérêts, pratique des saisies arrêts, fait nommer un séquestre, qui touche le peu d'argent que payent encore les locataires. Une ordonnance de référé ne lui laisse qu'une pension mensuelle de 250 francs.
En 1922, la banque suisse, réclame le règlement des annuités échues en tenant compte du change.
Clémence Procureur se retire à Cormontreuil où elle aide les enfants et les pauvres. Elle meurt au château de Cormontreuil et est inhumée au cimetière du Sud à Reims.